# Luis Salazar
Luis Ernesto Salazar García (19 de mayo de 1956) es un exjugador, entrenador y mánager de béisbol profesional venezolano. Jugó en las Grandes Ligas de Béisbol de 1980 a 1992 como tercera base y jardinero de San Diego Padres (1980–84, 1987, 1989), los Chicago White Sox (1985–86), Detroit Tigers (1988) y los Chicago Cubs (1989-1992). Salazar es actualmente el gerente de A advanced Florida Fire Frogs.

## Carrera
En 1973, firmó con los Kansas City Royals pero fue liberado en 1974. Firmó entonces con los Piratas de Pittsburgh en 1975. El 5 de agosto de 1980, Salazar, junto con Rick Lancellotti, fue canjeado a los Padres de San Diego por un jugador que se nombraría más tarde y Kurt Bevacqua. Los Padres enviaron a Mark Lee a Pittsburgh para completar el canje. Luego de siete temporadas en menores, finalmente, consiguió una oportunidad con San Diego en 1980.
Salazar, un reserva versátil que jugó en todas las posiciones en su carrera, menos la de receptor, fue el antesalista de los Padres entre 1981 y 1983. Fue cambiado a los Medias Blancas junto con Ozzie Guillén (1985), y regresó a los Padres como agente libre (1987). Luego, fichó por Detroit (1988), antes de volver a San Diego. Salazar terminó su carrera con los Cachorros.
En su primera etapa con los Padres, Salazar conectó 29 jonrones con 187 carreras impulsadas y 109 bases robadas en 525 juegos. En 126 juegos con los Medias Blancas, jugó en tercera base, primera base, campocorto y jardinero (eventualmente fue bateador designado y lanzador de relevo), bateando .245 con 10 jonrones y 45 carreras impulsadas. Para Detroit, principalmente en los jardines, bateó .270, 12, 62. Además, mantuvo a los Tigres en una carrera por el banderín al reemplazar al campocorto por el lesionado Alan Trammell.
El 31 de agosto de 1989, unos minutos antes de que se deban archivar las listas de postemporada, los Cachorros obtuvieron a Salazar de San Diego en un último esfuerzo por reemplazar a sus cuatro antesalistas en malas condiciones. Salazar le dio un impulso al club en septiembre, jugando una tercera base sólida y bateando .325 (26-80) con 12 carreras impulsadas y un porcentaje de embasado de .357. Los Cachorros ganaron el título de la división Este de la Liga Nacional . Las siguientes tres temporadas, Salazar jugó predominantemente en la tercera base, bateando .243 con 31 jonrones, 110 carreras impulsadas y 78 carreras en 316 juegos.
En una carrera de 1,302 juegos, Salazar bateó .261 con 179 jonrones, 653 carreras impulsadas, 438 carreras anotadas, 1070 hits, 144 dobles, 33 triples y 117 bases robadas. Salazar también fue un bateador emergente valioso en su carrera. Acertó 28 de 91 para un promedio de bateo de .308, con cuatro jonrones y 17 carreras impulsadas.

## Carrera en liga venezolana
En Venezuela inició su trayectoria con Llaneros de Portuguesa en la campaña 1975-1976 cuando tenía 19 años de edad, y luego jugó con los Tiburones de La Guaira desde 1976 a 1994. En La Guaira formó parte del grupo llamado "La Guerrilla", junto con Oswaldo Guillén, Norman Carrasco, Gustavo Polidor, , Argenis Salazar, Juan Francisco Monasterios, Carlos “Café” Martínez, Alfredo Pedrique, Felipe Lira,Raúl Pérez Tovar, entre otros.
Se tituló en tres oportunidades en las 17 campañas que jugó en Venezuela: 1982-1983; 1984-1985 y 1985-1986. Como refuerzo de los Leones del Caracas logró conquistar la Serie del Caribe de 1982.
En 1989 recibió el galardón como el Atleta del Año, premio que otorga anualmente el Círculo de Periodistas Deportivos de Venezuela a los deportistas, dirigentes, entrenadores, equipos, selecciones nacionales e instituciones más destacadas del deporte venezolano.

## Como entrenador
Después de su retiro como pelotero se desempeñó como técnico. En Venezuela dirigió a los Tiburones (1994-1995; 1999-2000; 2000-2001: 2001-2002; 2002-2003 y 2003-2004) y fue instructor de banca de los Leones del Caracas (2007-2008 y 2015-2016).
Se ha desempeñado como entrenador de bateo con los Louisville RiverBats. en 1999; de los Indios de Indianápolis, en 2000; instructor de primera base de los Milwaukee Brewers, en 2001; de los Suns de Jacksonville, en 2008; y de los Lookouts de Chattanooga, en 2009. Cuando estuvo como entrenador de la Doble A de Atlanta dirigió a Ronald Acuña Jr.
También fue parte del equipo técnico que dirigió a la selección de Venezuela para el primer Clásico Mundial de Béisbol del año 2006.
Salazar se unió a la organización de los Bravos de Atlanta en 2011 y estaba preparado para servir como gerente de su filial de ligas menores Clase A-Avanzada, los Lynchburg Hillcats de la Liga de Carolina . El 9 de marzo de 2011, el receptor de los Bravos, Brian McCann, lo golpeó en la cara con una bola de foul durante un juego de entrenamiento de primavera entre los Bravos y los St. Louis Cardinals . Fue trasladado en avión a un hospital local para someterse a una cirugía.
A Salazar le extirparon el ojo izquierdo el 15 de marzo de 2011 debido a las lesiones que sufrió en el incidente. Después de la lesión, Salazar declaró que tenía la intención de seguir trabajando para la organización de los Bravos, y se esperaba que volviera a dirigir a los Hillcats una vez que tuviera autorización médica para volver al trabajo. Salazar regresó al banquillo de los Hillcats el 15 de abril de 2011.
Salazar fue nombrado gerente de A advanced Florida Fire Frogs en la organización Atlanta Braves para la temporada 2018.
Asimismo, es miembro del Museo de la Herencia Hispana, desde 2010, y del Salón de la Fama del Béisbol Venezolano desde 2011. A finales de ese mismo año, Los Tiburones de la Guaira lo homenajearon al retirar su camiseta con el número 3.